# Гентские флоралии
«Гентские флоралии» (нидерл. Gentse Floraliën) — фестиваль цветов в бельгийском городе Генте, проходит весной раз в 4 года. Это самый крупный в мире фестиваль цветов в помещении. Садовые архитекторы и флористы разных стран показывают свои творения, а известные художники представляют цветочное искусство; посетители могут прогуляться по большому саду и полюбоваться цветами различных сортов.

## История
Дворяне, покупавшие в XVIII веке в Генте тюльпаны, лютики и маргаритки, хотели приобретать больше экзотических растений. Они читали иностранные книги по цветоводству, в которых описывались неизвестные растения и прекрасные цветы. Известно, в частности, что британцы вывозили растения из заморских стран и выращивали их.
Предприимчивый гентский садовник Франс ван Кассел (Frans van Сassel) (1745—1835) закупил множество иностранных книг о цветах и попытал счастья в 1774 году. В Великобритании он купил у английского цветовода Лоддигеса (Joachim Conrad Loddiges) обширную коллекцию, чтобы впредь выращивать растения в собственных оранжереях и теплицах. Когда в 1806 году при Наполеоне объявили континентальную блокаду, Франс оказался единственным цветоводом в Генте, и он мог похвастаться прекрасной коллекцией иностранных растений. При всякой возможности он отправлялся в Великобританию, чтобы узнать о последних новинках растениеводства. Во время этих путешествий Франс посещал выставки английских цветоводов.

### Товарищество садоводства и ботаники (1808)
10 октября 1808 года Франс с коллегами обсуждали в местном трактире методы продажи английских цветоводов. Присутствующие были под таким впечатлением от английского успеха, что они тоже решили основать выставку. В тот же день в этом трактире было создано Товарищество садоводства и ботаники (Maatschappij voor Landbouw en Plantkunde). Тридцать четыре цветовода и другие заинтересованные люди стали основателями товарищества.

### Первая выставка растений в 1809 году
После нескольких месяцев 6 февраля 1809 в трактире ‘Au Jardin de Frascati’ была проведена первая выставка нового Товарищества садоводства и ботаники. Эта выставка была совсем не похожа на нынешнюю. Площадь зала составляла всего 48 квадратных метров. Во время выставки жюри выбирало самое красивое из 49 представленных растений. Растение Сamellia japonica выиграло, Cyclamen persicum было вторым и Erica triflora — третьим. Надо заметить, что все растения на той экспозиции были большой редкостью. Зал в трактире был украшен различными корнеплодными цветущими растениями, такими как гиацинты, крокусы и нарциссы, а также там был выставлен бюст Наполеона.

### Полугодовые выставки

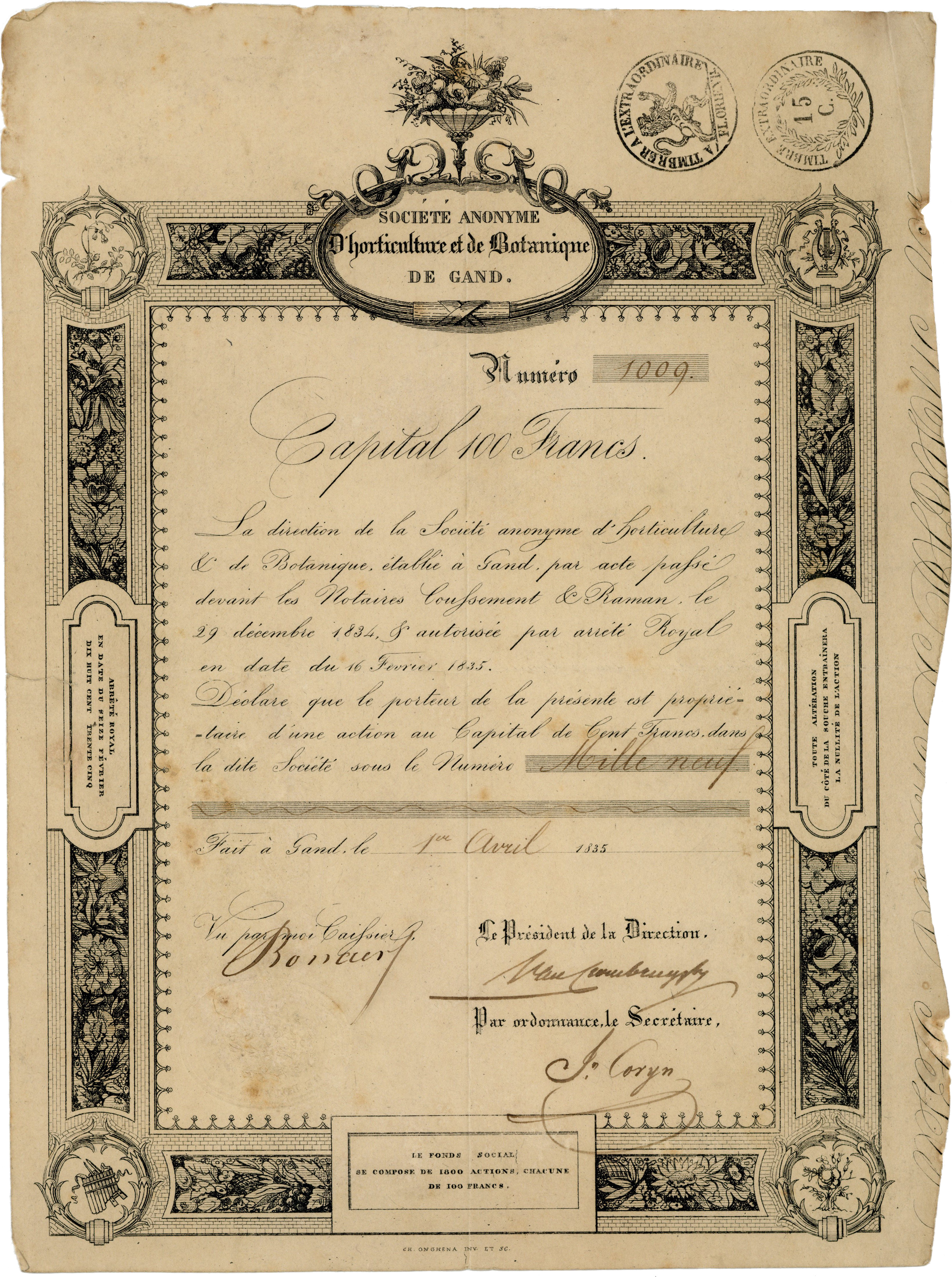
Акция Анонимного общества садоводства и ботаники Ганда на 100 франков, выпущенная в Генте 1 апреля 1835 года, подписанная собственноручно его президентом Жозефом ван Кромбрюгге, мэром Гента. Основанное в 1808 году, общество с 1809 года организовывало цветочные выставки по английской модели.

Первая выставка имела настолько большой успех, что Товарищество решило проводить выставку каждый год летом и зимой. Поначалу размер трактира подходил для этой цели. Но вскоре выставка разрослась, пришлось искать новое место, и выставка переехала в зал в центре Гента. На зимней выставке в 1810 году было выставлено 243 растения. Трактирщик Ланкман (Lankman) построил кофейню с залом Флоры, чтобы проводить там с 1811 года цветочные выставки, потому что он боялся лишиться клиентов. Но успех выставок оказался настолько велик, что зал кофейни стал мал и организаторам вновь пришлось искать новый. На выставку было заявлено уже более чем 500 растений. Когда Бельгия после 1815 стала частью Нидерландов, Товарищество получило королевский статус и стало называться Королевским товариществом садоводства и ботаники. В 1828 году место требовалось для 1200 растений. Королевское товарищество обратилось в Гентское городское управление, которое прекрасно понимало, что цветочные салоны очень важны для развития садоводства в Генте. Зал на нижнем этаже городской ратуши, также называемый Залом умиротворения, был предоставлен под выставки. В 1834 пятидесятая выставка должна была проходить в актовом зале университета. Но с залом возникли некие проблемы, выставка не состоялось, и объединение решило построить собственное здание.

### Выставки в Казино (1836)

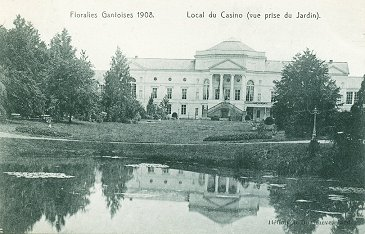
Гентское казино, «штаб-квартира» Общества садоводства и ботаники (снесено в 1945 году)

Дела товарищества садоводства и ботаники продвигались успешно, и в 1835 году было основано акционерное общество под именем ‘Société Anonyme d’Horticulture et de Botanique de Gand’. Это акционерное общество построило под нужды выставки собственное здание, Казино (находилось в районе канала Купюра). Для этого было выпущено 2500 акций на сумму 100 бельгийских франков. Почти все акционеры, в том числе и король Леопольд с 80-ю акциями, являлись членами товарищества или любителями растений. 8 января 1835 году произошло первое собрание десяти членов. В здании Казино было достаточно места для выставок, концертный зал на 800 человек, библиотека, ресторан и огромный сад. Постройкой руководил известный гентский архитектор Луис Руландт (Louis Roelandt). Первая выставка была проведена 12 марта 1837. Здания сдавали внаём королевскому объединению, концертному объединению Синт-Сесилия и ресторану.

### Первая выставка цветов в 1839 году
Первая большая выставка состоялась в 1839 году, с того же года выставки проводятся раз в пять лет. Уже в 1866 Казино нужно было перестраивать, потому что с течением времени стало опять мало места. Последняя выставка цветов в Казино прошла в 1908. В 1914 году должна была проводиться последняя выставка роз. Во время войны 1914—1918 года Казино использовалось как военный госпиталь. 19 февраля 1920 сады и здание Казино были переданы в собственность провинции Восточная Фландрия, там разместилась Высшая школа работы. В 1930 году здание частично снесли и перестроили, его заняла Школа ветеринарных врачей при Гентском университете.

### Дворец цветов в парке «Цитадель» в 1913 году
В начале XX века начались поиски нового здания для выставок цветов. Благодаря международной выставке 1913 года в Гентском парке «Цитадель» организовали выставочное пространство. Так, было построено здание площадью 28 824 квадратных метров с большим холлом длиной 170 метров и шириной 60 метров, с теплицей для орхидей и пальм площадью 75 на 60 метров. Теплица должна была быть перестроена под зимний велодром. Так называемый дворец цветов стал собственностью города Гент. Королевское товарищество могло пользоваться зданием бесплатно для организации выставки цветов. В этом здании состоялось 13 выставок. Последняя выставка прошла в 1985, после чего она переехала в экспо-центр Flanders Expo.

### Выставки в экспо-центр Flanders Expo с 1990 года
С апреля 1990 до 2010 года Гентская выставка цветов проводилась в экспо-центре Flanders Expo. Пространство под экспозиции расширилось до 43 000 квадратных метров. Во время последних выставок в 1990, 1995 и 2000 году посетители могли посмотреть мосты, растения, фонтаны и парки в современном освещённом зале. Кроме бельгийских цветов, были также представлены необычные растения из других стран. Выставка цветов — место собраний цветоводов и символ фламандского цветоводства.
Следующие «Флоралии» проводились не в 2015, а в 2016 году в связи с обновлением концепта фестиваля. Локация снова изменилась, теперь под фестиваль выделено три новые точки в историческом центре города — Бэйлоке (Bijloke): Леопольдовы казармы, площадь Синт-Питерс, и, кроме того, «Флоралии» вернулись в огромное выставочное здание в парке «Цитадель».

## Гентские флоралии 2010
С 17 по 25 апреля 2010 г. Королевское товарищество садоводства и ботаники организовало 34-й фестиваль цветов «Гентские флоралии». Садоводы, садовые архитекторы и флористы со всего мира показали свои творения. «Гентские флоралии» в очередной раз выступили первопроходцами во флористике. В 2010 году организаторы представили некоторые новшества, например, посетители могли прогуляться по большому вольеру. Кроме того, организаторы фестиваля подняли тему «экологического» садоводства.

### «Флоральские идеи 2010»
Прогулка посетителей по выставке завершалась на «улочке цветов». Восьмой зал выставочного центра «Flanders Expo» временно превратился в бульвар с различными торговыми палатками и магазинчиками.

## Цифровые данные о Гентских флоралиях
- Сад занимает площадь 4,5 гектара — это самый большой сад в мире.
- Длина всех пешеходных дорожек — 2 км.
- Ежегодно около 300 000 человек посещают фестиваль.
- Ежегодно около 60 000 посетителей приглашают на ночные выставки.
- Посетители могут участвовать в 500 конкурсах.
- На этом фестивале показывают 305 экспонатов флористики.
- В эти дни посетители могут встретить 24 всемирно известных художников цветов.
- На всём фестивале используется 22 000 м3 грунта.
- Площадь поверхности пруда 440 м2.
- Посетители могут любоваться 8 привлекательными фонтанами.
- В этом фестивале участвуют Канада, Китай, Германия, Франция, Кения, Италия, Япония, Южно-Африканская Республика, Швеция, Нидерланды и США.
- В распоряжении посетителей 200 туристических автобусов.
- Фестиваль обслуживают 700 сотрудников.
- Имеется 6500 мест для парковки автомобилей.